# Fontanesia
Tribu
Genre
Classification phylogénétique
Fontanesia est un genre de plantes à fleurs de la famille des Oléacées. Ce sont de petits arbres ou arbustes originaires de Chine et d'Asie mineure.
Nom chinois : 雪柳属

## Description[1]
Il s'agit de petits arbres ou d'arbustes, aux feuilles opposées.
La fleur comporte une corolle à quatre lobes reliés à la base, deux étamines, deux locules, un ovule par locule.
Le fruit est une samare, plate, entourée d'une aile. Il y a une graine par locule.

## Distribution
Deux territoires très distincts forment l'aire d'origine de ce genre :
- l'Asie mineure (Syrie) pour l'espèce Fontanesia  phillyreoides
- la Chine pour l'espèce Fontanesia fortunei

Son usage ornemental l'a répandu dans l'ensemble des pays à climat tempéré.

## Liste des espèces
La liste des espèces est issue des index IPNI (The International Plant Names Index), du jardin botanique du Missouri (Tropicos) et The Plant List à la date de septembre 2012. Les espèces conservées sont en caractères gras :
- Fontanesia angustifolia Dippel (1889) : voir Fontanesia  phillyreoides Labill.[2]
- Fontanesia argyi H.Lév. (1916) : voir Fontanesia fortunei Carrière
- Fontanesia californica Hort. ex Dippel (1889)
- Fontanesia californica Hort. ex Lavallée (1877)
- Fontanesia chinensis Hance (1879) : voir Fontanesia fortunei Carrière
- 'Fontanesia fortunei Carrière (1859)[3]
- Fontanesia grandiflora Hort. ex Lavallée (1877) : position non déterminée
- Fontanesia longicarpa K.J.Kim (1998) : voir Fontanesia fortunei Carrière
- Fontanesia phillyreoides Labill. (1791)
  - Fontanesia phillyreoides subsp. fortunei (Carrière) Yalt. (1978) : voir Fontanesia fortunei Carrière
  - Fontanesia phillyreoides var. longifolia Dippel (1889)
  - Fontanesia phillyreoides var. mediterranea Lingelsh. (1920)
  - Fontanesia phillyreoides var. sinensis Debeaux (1875) : voir Fontanesia fortunei Carrière

## Historique et position taxinomique
Jacques-Julien Houtou de La Billardière publie en 1791 la description du genre sur la base d'une plante recueillie en Syrie et cultivée au Jardin des Plantes depuis 1788. Il le dédie à son ami René Desfontaines.
En 1824, Johann Centurius von Hoffmannsegg renomme le genre Desfontainesia pour respecter mieux le nom de René Desfontaines à qui le genre est dédié. Cependant, même si maintenant cette dénomination serait préférée, le nom initial reste parfaitement valide.
Léopold Dippel fait une monographie assez complète du genre en 1889 (document en référence).
Le genre est placé dans la tribu des Fontanesieae.